# کلمبیا (آریزونا)
کلمبیا (به انگلیسی: Columbia) یک منطقهٔ مسکونی در ایالات متحده آمریکا است که در آریزونا واقع شده‌است. کلمبیا ۶۷۰ متر بالاتر از سطح دریا واقع شده‌است.